# 李菁 (相聲演員)
李菁（1978年8月1日—），中国曲艺、相声演员，北京人，德云社前社员。现为中国曲艺家协会会员，中国快板艺术委员会委员。

## 简述
李菁少年时期非常喜爱听相声和戏剧，7岁开始自学相声。曾风传7岁时在公交车说刘宝瑞5000多字的单口相声《珍珠翡翠白玉汤》而震惊全车乘客，后回家李菁的父母在家将儿时李菁所说的《珍珠翡翠白玉汤》录下，此后李菁的父母开始培养他向曲艺发展。
李菁中学时代就读北京汇文中学，曾通过听和看快板表演学会了很多的快板段子，并经常在学校的舞台演出。1993年，15岁的李菁拜梁厚民为师学习快板，曾获全国第二届快板艺术大赛一等奖。高考以两分之差未能进入北京大学，遂就读于第二志愿北京工业大学。
1996年，李菁与郭德纲和张文顺创建“北京相声大会”即现在德云社的前身。创业时期相当困难，“仨人办一个相声大会，先是张先生说一个小时的单口，郭德纲一个小时单口，李菁四十分钟快板，郭、张二位一个对口，爷儿仨再来个群口。”。 他在德云社经常演出的曲目有《雌雄剑》、《武松打店》，相声《学四相》、《汾河湾》等，相声通常与何云伟为搭档，为捧哏演员。
2005年北京相声小品大赛中，李菁与何云伟以相声《我要幸福》获得相声专业组一等奖。2006年6月，李菁拜著名评书表演艺术家连丽如为义母。2006年11月27日，李菁拜师胜杰为师。
2006年，李菁与郭德纲、于谦、高峰同时拜金文声为师，进修评书。
2007年5月，好莱坞制片人罗燕制作的喜剧片《哈！哈！哈！》剧组透露，李菁在片中出演男主角李小果，这是李菁第一次参与拍摄电影。
2010年8月6日凌晨，相声演员何云伟在其个人博客上发表声明，称已和李菁一起正式退出德云社。

## 演艺风格
李菁的相声演艺风格为不紧不慢，常常以悠然而简短的捧哏语言逗乐全场观众。